# Zapalenie rogówki

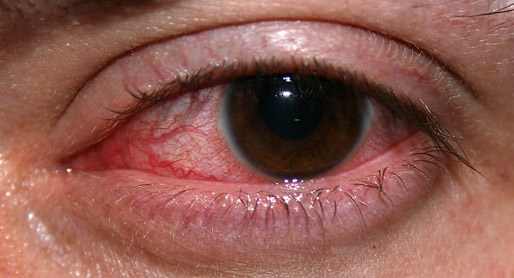
Oko z niewrzodziejącą postacią jałowego zapalenia rogówki

Oko z widocznym poziomem ropy (hypopyon) w komorze przedniej

Zapalenie rogówki – stan zapalny rogówki, wywołany zarówno przez czynniki zakaźne (bakterie, wirusy, grzyby lub pierwotniaki), jak i występujący w przebiegu chorób układowych lub też będący wynikiem mechanizmów immunologicznych (ogólnych i miejscowych).

## Morfologiczny podział zmian zapalnych rogówki
Zmiany zapalne rogówki dzieli się pod względem morfologicznym:
- Punkcikowe ubytki nabłonka (erosiones epitheliales punctatae) – widoczne w lampie szczelinowej po zabarwieniu roztworem fluoresceiny.
- Powierzchowne punkcikowe nacieki zapalne – widoczne jako białe, punkcikowate ogniska, są położone w nabłonku lub podnabłonkowo (infiltrationes punctiformes epitheliales et subepitheliales).
- Ogniska naciekowe rogówki (infiltrationes corneae) – szarawe lub żółtoszare zmętnienia w miąższu rogówki; naciek może ulec resorpcji (to często jest związane z wnikaniem naczyń krwionośnych do istoty właściwej rogówki) lub rozpadowi (to prowadzi do powstania ubytku w warstwie właściwej – owrzodzenie rogówki).
- Wrzód rogówki (ulcus corneae) – to zagłębienie z szarawo zabarwionym dnem i brzegami (na dnie otoczonym naciekiem są masy martwicze);
  - po wygojeniu takiego owrzodzenia pozostaje blizna powodująca trwałe zmętnienie rogówki (tzw. plamka rogówki – macula corneae);
  - w przypadku rozległego uszkodzenia miąższu rogówki powstaje bielmo (leucoma corneae), do którego mogą wnikać naczynia spojówkowe (od strony rąbka);
  - penetracja wrzodu w głąb może powodować przebicie rogówki (perforatio corneae), poprzedzone wystąpieniem przepukliny błony Descemeta (descemetocele), widocznej jako "perełka" w centrum białawego obszaru wrzodu;
  - w wyniku przebicia rogówki i wypływu cieczy wodnistej z komory przedniej dochodzi do przylgnięcia tęczówki do otworu i powstają zrosty przednie – w efekcie tego blizna jest silnie wysycona i nieprzejrzysta – bielmo zrośnięte z tęczówką (leucoma adherens);
  - wskutek zmian anatomicznych mogą wystąpić zaburzenia w krążeniu i odpływie cieczy wodnistej, a w efekcie wtórne nadciśnienie wewnątrzgałkowe i trwałe uszkodzenie nerwu wzrokowego, tzn. jaskra wtórna (glaucoma secundarium), oraz często rozdęcie scieńczałej rogówki i powstanie garbiaka rogówki (staphyloma corneae).
- Zapalenie miąższowe rogówki (keratitis interstitialis, sive parenchymatosa) – skutek reakcji immunologicznej na antygen zakażającego drobnoustroju (ale nie żywe drobnoustroje); położone w miąższu komórkowe nacieczenie, bez pierwotnego zajęcia nabłonka lub śródbłonka; jeśli zapalenie miąższowe przyjmuje tarczowaty kształt oraz jest położone w centralnej części rogówki nazywane jest tarczowatym zapaleniem rogówki (keratitis disciformis).